# 若桜有理
若桜 有理（わかさ ゆり、8月28日 - ）は、日本の女性声優。

## 略歴
中学生の時、『幽☆遊☆白書』を見て蔵馬役の緒方恵美の声に惹かれ声優という職業を知り興味を持ち、専門学校の体験入学に参加し実際に声を当てる楽しさを知り声優を目指すようになる。
2018年12月13日 SHOWROOM AWARD2018 トップランカー選出。
2020年6月6日 Youtubeチャンネル「結崎有理/SHANYURI」にゲーム実況動画を初投稿。
2020年8月26日 SHOWROOM毎日配信1000日達成。
2022年2月11日 結崎有理から若桜有理に改名。

## 人物
愛称は「ゆりしゃん」・「しゃんゆり」。三人兄妹の長女で妹と弟がいる。
水樹奈々の大ファンであると公言しており、ライブに参戦することやグッズ集めが趣味。
血液型はO型。趣味は岩盤浴、サウナ、映画、アニメ、ライブ鑑賞。特技はダンスの振り覚えの早さ、イラスト。好きな食べ物は、たこ焼き、お寿司、アボカド。
得意料理はホットサンド、野菜炒め、ウインナー丼。

## 出演作品

### テレビアニメ
- 紙兎ロペ
  - 「あざとい」編（ゆり）
  - 「ハロウィンメイク」編（リリー結崎役）
- ポチっと発明 ピカちんキット（愛藤ラン）

### ゲーム
- Q&Qアンサーズ（2017年、助六、三銃士〈ミレディ〉）
- ファイトリーグ（2017年、【不如帰】りょう）
- ピカちんキット ポチっとパズル（2018年、愛藤ラン）
- オルターレコードアジャストメント（2018年、アリス）
- 獅子の如く〜戦国覇王戦記〜（2019年、妙玖）
- CHOJO -CryptoGirlsArena-（2020年、マリ＝クラーク）
- BLACK WITCHCRAFT（2022年、ヴィクトリーヌ）
- デスティニーチャイルド（2022年、ベリアル）

### 吹き替え

#### 映画
- エルフと不思議な猫（ベロニカ）
- ジュラシック・ベイビー（カーター）
- マジック・ワールド ビーストと闇の支配者（ヴェルマン夫人）
- マイ・ロボット（ウーナ）
- 戦神紀～チンギス・ハーン戦記～（鎖の女）

#### ドラマ
- マイ・ヒーリング・ラブ〜あした輝く私へ〜（チャン・ミヒャン、ヨン・ジウン）
- ユニークライフ シーズン2（陸上部員 他）

#### アニメ
- 「仙女さまと白茶」〜タイム山の妖精たち〜（金猫）
- ディリリとパリの時間旅行
- トイズ&ペット みんなで未来へ大冒険（メイ）
- ビッグ・ウィッシュ 魔法に願いを（ピンク骸骨 他）

### テレビ
- TOKYO MX2『アニュ研!』♯29 - 32 出演

### ナレーション
- 『日本財団 海と日本プロジェクトin沖縄県』
- 千年戦争アイギス 「千年戦争の始まり」プロモーションナレーション

- 千年戦争アイギス 「シビラ」プロモーションナレーション
- FamilyMartVision 「サントリー 特茶」

### WebCM
- エイチ・アイ・エス広告動画『初夢フェア2020』

### eSPORTS関連
- 『GGL Call of Duty mobile charity大会』公式アンバサダー
- 『CHAMPIONS OF FIRE JAPAN - Presented by Amazon Appstore -～ アプリで燃やせ、みんなのゲーム魂～』ファイトリーグステージ アシスタント実況

### Web動画
- ひろがる、つながる、ALLIGATE(アリゲイト) ！　出演

### ドラマCD
- 怪奇タクシー（遠野ユミ）

### ラジオ
- ラジオNIKKEI SHOWROOM＆ラジオNIKKEI『推しメン～DJにしちゃいまSHOW』パーソナリティ
- FMうらやす『こえなりくらぶ』パーソナリティ

### 朗読劇
- 劇団YKJ妖怪百声物語～第六夜～赤く燃ゆる秋
- 燃えろ！いい女妖怪　(二口女役)
- 鬼ごっこ　(少年役)

### モデル
- TSC東京渋谷コレクション　出演

### その他
- SHOWROOM公式『若桜有理☆しゃんぐりら - ウェイバックマシン（2018年2月3日アーカイブ分）』
- 豊洲市場ドットコム アンバサダー
- BOOKOFF 秋葉原駅前店 第5代公式応援大使
- Q&Qアンサーズ 応援大使
- 秋葉原店 伝説のすた丼屋 イメージガール
- 秋葉原 ラーメンモンタナ 初代看板娘(イメージガール)